# Partido Social Progresista
El Partido Social Progresista (PSP) de Brasil fue un partido político fundado en São Paulo por Ademar de Barros, en junio de 1946. 

## Historia
Creado a partir del Partido Republicano Progresista, presidido por el mismo Ademar de Barros, fue el resultado de una fusión que, además del Partido Republicano Progresista (PRP), juntó el Partido Agrario Nacional (PAN) y el Partido Popular Sindicalista (PPS).
En la práctica, fue la mayor concentración partidaria tras el PSD, PTB y UDN entre 1947-1965 y el mayor partido del estado de São Paulo en el mismo período. Fue disuelto por el Acto Institucional Número Dos (AI-2), de 27 de octubre de 1965. La mayoría de los miembros del PSP se agruparon en el partido del gobierno, la Alianza Renovadora Nacional (ARENA). Otros, la minoría, pasaron al MDB. 
Fue representado por el presidente de la República João Café Filho, ocupando dicho cargo debido al suicidio de Getúlio Vargas, y al ser vicepresidente de éste.
Fue extremadamente fuerte en el Estado de São Paulo, bajo la dirección de Ademar de Barros, Gobernador del Estado electo por dos veces y alcalde de São Paulo durante ese período, además de haber sido candidato a la Presidencia en 1960, obteniendo más del 20% de los votos. Otro gobernador del PSP fue Lucas Nogueira Garcez, apoyado por Ademar de Barros. 
En 1987, un nuevo PSP fue creado por el periodista Marronzinho, en recuerdo de los pessepistas históricos - incluyendo el entonces diputado federal Ademar de Barros Filho, que intentó impugnar en el TSE la actitud oportunista de Marronzinho. Pero el periodista ganó la disputa por el nombre del partido ante la justicia electoral e intentó venderlo como un triunfo histórico frente al hijo del querido Ademar. Este, entonces, volvió a crear otro partido, el Partido Republicano Progresista (PRP), que no obtuvo el éxito del viejo PSP.